# Alemannia (Zeitschrift für Volkskunde, 1873–1917)

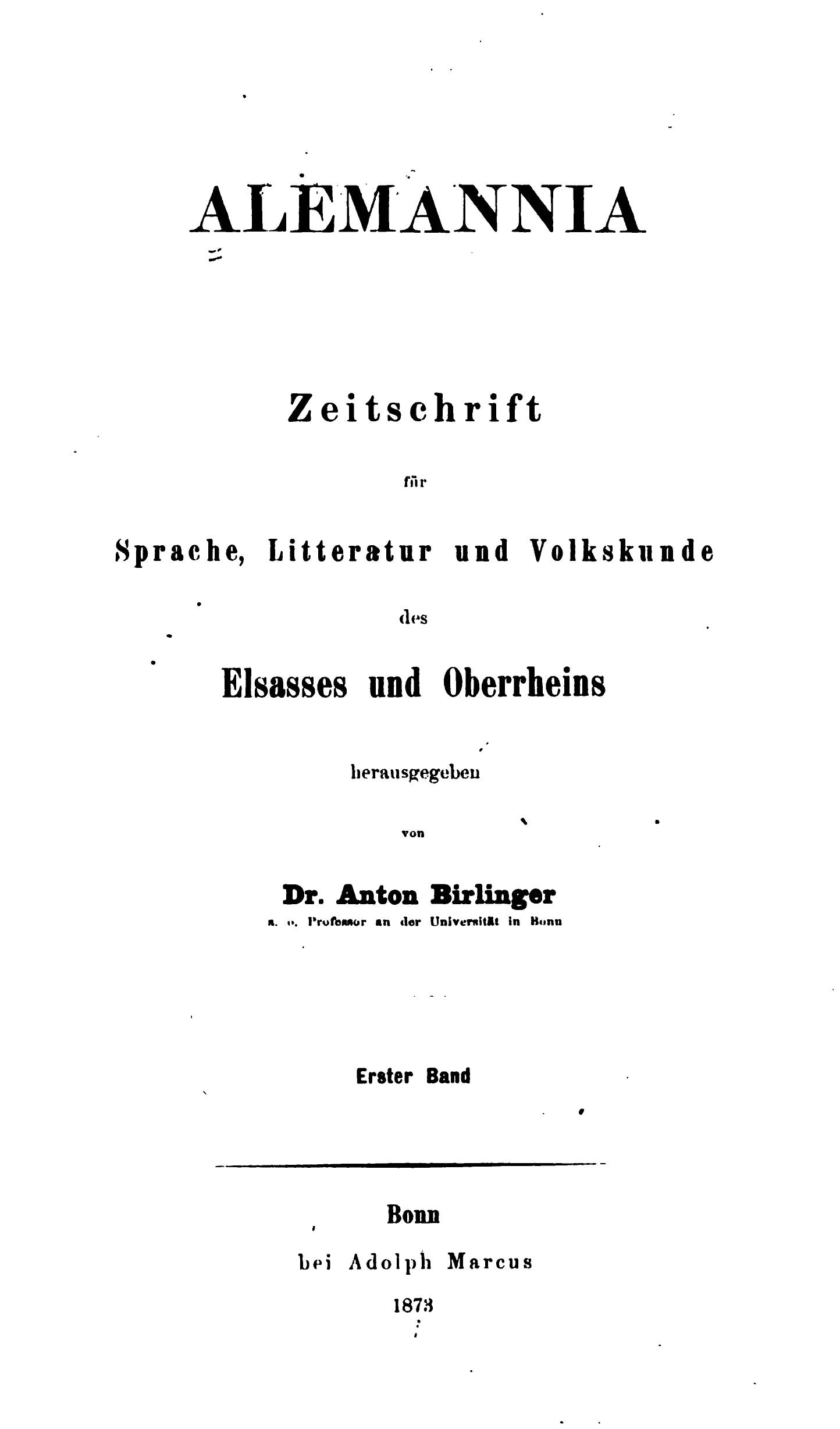
Alemannia, Band 1 (1873), Titelseite

Alemannia war eine deutsche Fachzeitschrift für Volkskunde, Dialektforschung, Literatur- und Regionalgeschichte, zunächst in erster Linie des alemannischen, spätestens seit 1891 auch des fränkischen Sprachraums.
Die Zeitschrift erschien zwischen 1873 und 1917 in 44 Jahrgängen mit je drei Heften, Erscheinungsorte waren bis zum 26. Band (1898) Bonn, seit dem 27. Band (1900) Freiburg im Breisgau.

## Herausgeber

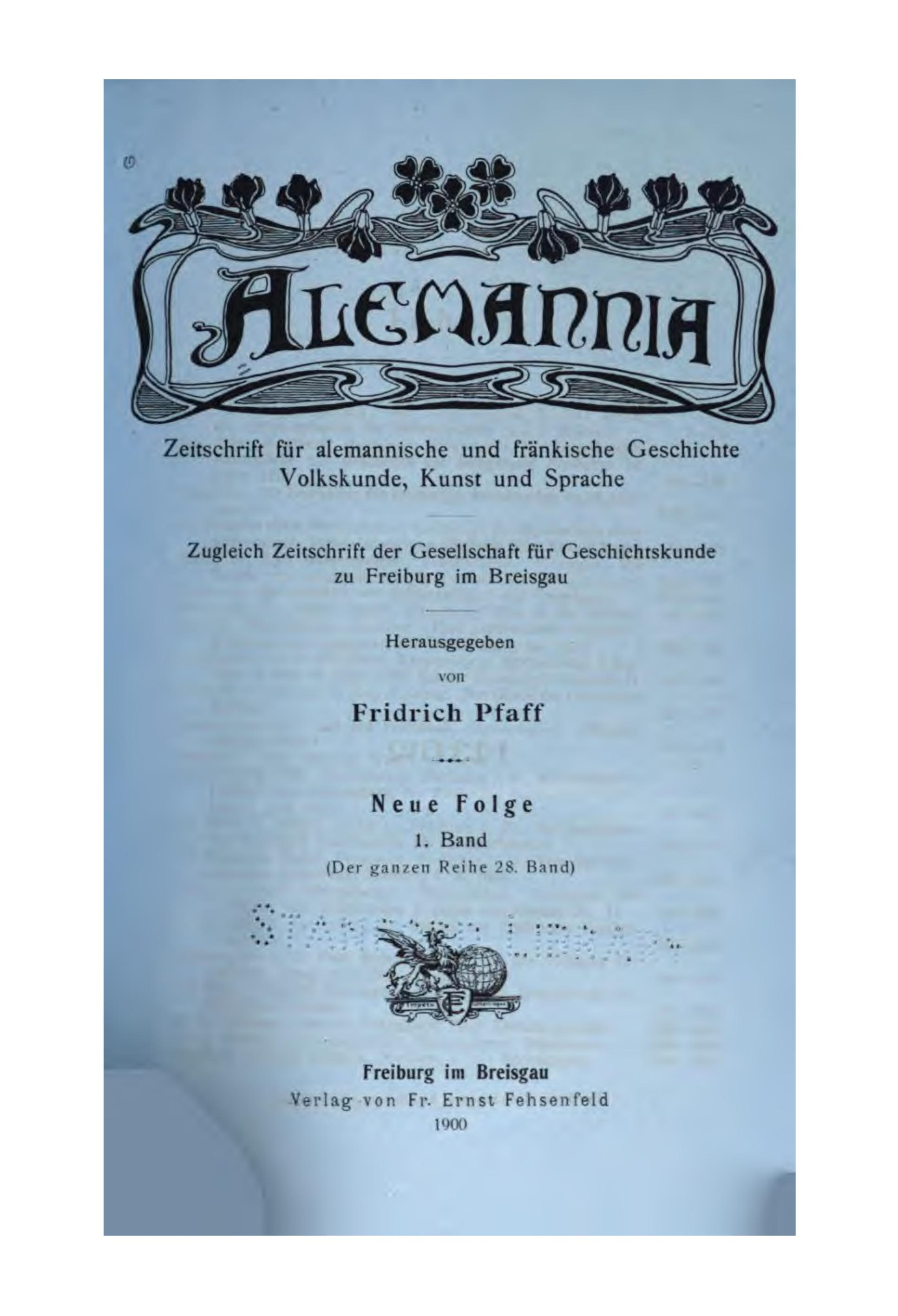
Alemannia, Band 28 (1900, =Neue Folge, Band 1), Titelseite

Begründer, Herausgeber und anfangs selbst wichtigster Autor der Alemannia war zunächst (vom 1. Band 1873 bis zum 1. Heft des 19. Bandes 1891) der Theologe und Germanist Anton Birlinger (1834–1891), der seit 1872 außerordentlicher Professor für deutsche Philologie an der Universität Bonn war. Anschließend (vom 2. Heft des 19. Bandes bis zum 44. Band 1917) führte der Germanist Fridrich Pfaff (1855–1917), seit 1888 Bibliothekar der Universitätsbibliothek Freiburg, die Herausgeberschaft fort, bis zur letzten Ausgabe 1917. 

## Verlage
Die Verlage der Zeitschrift waren vom 1. bis zum 14. Band Verlag und Buchhandlung von Adolph Marcus in Bonn, vom 15. bis zum 26. Band Verlag und Buchhandlung von Peter Hanstein in Bonn und vom 27. bis zum 44. und letzten Band der Verlag von Friedrich Ernst Fehsenfeld in Freiburg im Breisgau.

## Titelzusätze
Von Band 28 (1900) bis Band 36 (1908) ging die Zeitschrift der Gesellschaft für Beförderung der Geschichts-, Altertums- und Volkskunde von Freiburg, dem Breisgau und den Angrenzenden Landschaften des Freiburger Geschichtsvereins in ihr auf.
Die Zeitschrift führte in ihrer Geschichte verschiedene Titelzusätze:
- Band 1 bis Band 5: Zeitschrift für Sprache, Litteratur und Volkskunde des Elsasses und Oberrheins
- Band 6 bis Band 18: Zeitschrift für Sprache, Litteratur und Volkskunde des Elsasses, Oberrheins und Schwabens (ab Band 11 Elsaszes statt Elsasses)
- Band 19 bis Band 27: Zeitschrift für Sprache, Kunst und Altertum besonders des alemannisch-schwäbischen Gebiets
- Band 28 (=Neue Folge, Band 1) bis Band 36 (=Neue Folge, Band 9): Zeitschrift für alemannische und fränkische Geschichte, Volkskunde, Kunst und Sprache / Zugleich Zeitschrift der Gesellschaft für Geschichtskunde zu Freiburg i. B.
- Band 37 bis Band 44: Zeitschrift für alemannische und fränkische Geschichte, Volkskunde, Kunst und Sprache